# Rock Paper Scissors
Rock Paper Scissors (Pedra, Papel, Tesoura no Brasil, Pedra, Papel e Tesoura em Portugal) é uma série de desenho animado estadunidense do gênero comédia, criados por Kyle Stegina e Josh Lehrman para a Nickelodeon, que foi exibido desde em 11 de fevereiro de 2024.
No Brasil e em Portugal, a série estreou em 19 de fevereiro de 2024 na Nickelodeon Brasil e na Nickelodeon Portugal.

## Enredo
O aspirante a modelo Pedra, o inventor Papel e o feminino Tesoura embarcam em todos os tipos de aventuras selvagens juntos.

## Produção
Depois de se formar na Escola de Teatro, Cinema e Televisão da UCLA em 2008, Josh Lehrman trabalhou em Family Guy, Brickleberry e Robot Chicken. Durante esses shows, Lehrman tentou ter suas próprias ideias para shows. Felizmente, ele e seu parceiro de redação Kyle Stegina logo receberiam ajuda profissional com suas ideias. Os gerentes de Lehrman e Stegina enviaram inscrições para o programa Storytellers do Disney Channel em 2014, e suas inscrições foram aceitas.
Durante o programa Storytellers, Lehrman e Stegina desenvolveram o que mais tarde se tornaria sua série de três temporadas da Disney, Bizaardvark. Após o término do programa em 2019, Lehrman descobriu uma oportunidade no canal concorrente Nickelodeon: o programa Intergalactic Shorts. O programa estava "em busca de criadores novos e diversos de todo o mundo, concentrando-se em novas vozes e nutrindo sua visão de conteúdo original baseado em comédia, com foco na representação". Lehrman se juntou a Stegina mais uma vez para lançar Rock Paper Scissors como parte do programa.
“Sabíamos que estávamos descobrindo algo especial com os criadores Kyle Stegina e Josh Lehrman e seus personagens hilários em Rock Paper Scissors, que estamos muito orgulhosos de trazer para a série”, disse Ramsey Naito, chefe da Nickelodeon Animation. “Encontrar e desenvolver talentos através do processo de pitch to hit é o que impulsiona nosso programa Intergalactic Shorts, e mal podemos esperar para começar a encontrar o próximo grande criador de animação através da segunda fase recém-lançada do nosso programa.”
O episódio piloto completo foi lançado em 19 de agosto de 2023 no canal Nicktoons no YouTube, e uma prévia exclusiva do piloto foi apresentada no jogo NFL Nickmas em 25 de dezembro de 2023.
Em algum momento de 2024, foi revelado no site Paramount's Global Content que a série foi escolhida para uma segunda temporada de dez episódios.

## Personagens
| Pedra (Rock)       | Ron Funches        | Nando Sierpe      |
| Papel (Paper)      | Thomas Lennon      | Raphael Rossatto  |
| Tesoura (Scissors) | Carlos Alazraqui   | Ronaldo Júlio     |
| Apoio              |                    |                   |
| Lápis (Pencil)     | Melissa Villaseñor | Camilla Andrade   |
| Lou                | Eddie Pepitone     | Jorge Vasconcelos |

|                     | Brasil                |
| ------------------- | --------------------- |
| Estúdio de dublagem | Audio News            |
| Mídia               | TV paga (Nickelodeon) |

## Episódios

### Resumo
| Resumo | Resumo | Episódios | Episódios | Originalmente exibido   | Originalmente exibido  | Transmissão lusófona    | Transmissão lusófona  |
| Resumo | Resumo | Episódios | Episódios | Estreia da temporada    | Final da temporada     | Estreia da temporada () | Final da temporada () |
| ------ | ------ | --------- | --------- | ----------------------- | ---------------------- | ----------------------- | --------------------- |
|        | Piloto | Piloto    | Piloto    | 25 de dezembro de 2023  | 25 de dezembro de 2023 | ASA                     | ASA                   |
|        | 1      | 37        | 37        | 11 de fevereiro de 2024 | 27 de novembro de 2024 | 19 de fevereiro de 2024 | 28 de junho de 2024   |
|        | 2      | 10        | 10        | —                       | —                      | TBA                     | TBA                   |

### Piloto (2023)
| Título | Escrito por                 | Storyboard                 | Exibição original      | Cód. de produção | Audiência U.S. (milhões) |
| --- | --------------------------- | -------------------------- | ---------------------- | ---------------- | ------------------------ |
| "TV Time" | Josh Lehrman & Kyle Stegina | Nick Bachman & Ethan Hegge | 25 de dezembro de 2023 | 000              | 0.90                     |
| Pedra, Papel e Tesoura brigam pela TV até que Tesoura traz um tubarão antropomórfico que assiste reality shows. O trio tenta recuperar a TV, mas um dos planos passa por desenvolver um espetáculo teatral, que o tubarão acha que o mundo inteiro deveria ver. Foi planejado para 9 meses, mas eles esqueceram o plano original de recuperar a TV. Eles acabam em um jogo de eliminação de um reality show, e o tubarão decide votar em si mesmo para ser eliminado, e com um adicional do Papel, é eliminado, pois tudo volta ao normal até a casa ser demolida. |                             |                            |                        |                  |                          |

### 1ª. Temporada (2024)
| N.º | Título                                                                                | Escrito por                                                  | Exibição original       | Exibição no Brasil e em Portugal | Cód. de produção | Audiência (milhões) |
| --- | ------------------------------------------------------------------------------------- | ------------------------------------------------------------ | ----------------------- | -------------------------------- | ---------------- | ------------------- |
| 1 | "O Debate da Piada do Pum (BR)" "The Fart Joke Debate"                                | Josh Lehrman & Kyle Stegina                                  | 11 de fevereiro de 2024 | 19 de junho de 2024              | 113B             | 0.28                |
| Quando o Papel não acha que piadas sobre peidos são engraçadas, Lápis, Tesoura & Pedra contam com a ajuda de um velho comediante que costumava contar comédias stand-up usando piadas sobre peidos. |                                                                                       |                                                              |                         |                                  |                  |                     |
| 2 | "O Primeiro Episódio do Lou (BR) O Episódio Do Lou (PT)" "The First Lou Episode"      | Josh Lehrman & Kyle Stegina                                  | 11 de fevereiro de 2024 | 22 de fevereiro de 2024          | 104B             | 0.28                |
| Para fazê-lo baixar o aluguel, Pedra, Papel e Tesoura ajudam seu senhorio mal-humorado, Lou, em sua lista de desejos por uma coisa: se tornar uma estrela pop. |                                                                                       |                                                              |                         |                                  |                  |                     |
| 3 | "O Emprego da Tesoura (BR) A Tesoura Arranja Um Trabalho (PT)" "Scissors Gets a Job"  | Mike TrappJosh Lehrman & Kyle Stegina                        | 12 de fevereiro de 2024 | 26 de fevereiro de 2024          | 106              | 0.16                |
| Tesoura, lutando para sobreviver, é repetidamente demitido de vários empregos até conseguir uma posição como zelador de uma organização secreta de combate ao crime, embarcando em sua primeira (e única) missão de enfrentar um supervilão ao lado de seus colegas zeladores. |                                                                                       |                                                              |                         |                                  |                  |                     |
| 4 | "O Ártico (BR/PT)" "The Arctic"                                                       | Aram Spencer Porter                                          | 13 de fevereiro de 2024 | 27 de fevereiro de 2024          | 107A             | 0.14                |
| Depois que o aquecedor quebra, congelando seu apartamento, Paper tenta salvar seus amigos enquanto Lou participa da Landlord Con. |                                                                                       |                                                              |                         |                                  |                  |                     |
| 5 | "A Mentira do Papel (BR) A Grande Mentira Do Papel (PT)" "Paper's Big Lie"            | Josh Lehrman & Kyle Stegina                                  | 14 de fevereiro de 2024 | 19 de fevereiro de 2024          | 101B             | 0.14                |
| Papel se apaixona por sua vizinha, Lápis, e quando fica desesperado para impressioná-la, ele mente sobre ser um verdadeiro inventor. As coisas transbordam quando ele acaba sendo a única esperança da Terra contra uma invasão alienígena liderada por hipopótamos. |                                                                                       |                                                              |                         |                                  |                  |                     |
| 6 | "História de Fim de Semana (BR)/(PT)" "Weekend Story"                                 | Julia Prescott                                               | 14 de fevereiro de 2024 | 21 de fevereiro de 2024          | 103A             | 0.14                |
| Tesoura ajuda o Papel a ter um fim de semana interessante o suficiente para impressionar o Lápis. Ainda mais emocionante: Pedra compra um chapéu. |                                                                                       |                                                              |                         |                                  |                  |                     |
| 7 | ASA "Scrubs"                                                                          | Mike Trapp                                                   | 15 de fevereiro de 2024 | 17 de junho de 2024              | ASA              | ASD                 |
| Papel tenta ganhar respeito vestindo-se de médico; Tesoura tenta conseguir mais vestindo-se como uma estrela do basquete. |                                                                                       |                                                              |                         |                                  |                  |                     |
| 8 | "Tortas de Limão (BR) Tartes De Lima (PT)" "Key Limes"                                | Ben Bailstreri                                               | 20 de fevereiro de 2024 | 28 de fevereiro de 2024          | 108A             | 0.13                |
| Nosso trio embarca em uma aventura desnecessariamente cheia de ação com a irmã do Papel, Lixa, para conseguir sete limões-chave. |                                                                                       |                                                              |                         |                                  |                  |                     |
| 9 | "Guerra da Zoeira (BR) Guerra De Partidas (PT)" "Prank War"                           | Josh Lehrman & Kyle Stegina                                  | 20 de fevereiro de 2024 | 27 de fevereiro de 2024          | 107B             | 0.13                |
| Papel se junta a Pedra e Tesoura em uma guerra de pegadinhas contra Ratos Bros e Lápis; Lápis tem uma arma secreta. |                                                                                       |                                                              |                         |                                  |                  |                     |
| 10 | "Visita da Lápis (BR) O Lápis Vai Lá A Casa (PT)" "Pencil Comes Over"                 | Josh Lehrman & Kyle Stegina                                  | 21 de fevereiro de 2024 | 1 de março de 2024               | 110A             | ASD                 |
| Quando Lápis vem assistir a um filme de terror, Papel teme que fique com muito medo de lidar com isso. |                                                                                       |                                                              |                         |                                  |                  |                     |
| 11 | "Pique-Esconde (BR) Escondidas (PT)" "Hide and Seek"                                  | ASA                                                          | 26 de fevereiro de 2024 | 22 de fevereiro de 2024          | 104A             | 0.11                |
| Tendo perdido para o Tesoura várias vezes, Papel está determinado a vencê-lo em um jogo de esconde-esconde. Mas quando ele e Rock não conseguem encontrá-lo em nenhuma parte do mundo, eles descobrem que a Tesoura está escondida em algum lugar no tempo, levando-os a finalmente encontrá-lo e terminar o jogo. |                                                                                       |                                                              |                         |                                  |                  |                     |
| 12 | ASA "Paper's Secret Weapon"                                                           | Aram Spencer Porter                                          | 27 de fevereiro de 2024 | 20 de junho de 2024              | 114A             | ASD                 |
| Pedra e Tesoura estão preocupados que Papel perca novamente na Feira dos Inventores e fique emocionalmente destruído, mas quando percebem que Papel faz invenções realmente funcionais sempre que fica bravo, eles e Lápis, como seus amigos, tentam deixá-lo incrivelmente bravo para que ele possa fazer uma invenção decente para vencer a feira. |                                                                                       |                                                              |                         |                                  |                  |                     |
| 13 | "Polícia do Aniversário (BR)/(PT)" "The Birthday Police"                              | Josh Lehrman & Kyle Stegina                                  | 28 de fevereiro de 2024 | 19 de fevereiro de 2024          | 101A             | 0.09                |
| Quando Tesoura constrói uma mentira de que era o aniversário do Pedra em uma oportunidade de ganhar bolo grátis, o trio é pego e foge da Polícia do Aniversário, e se esconde em uma caverna subterrânea com outras pessoas que fizeram a mesma coisa. |                                                                                       |                                                              |                         |                                  |                  |                     |
| 14 | "Massa (BR) Putty (PT)" "Putty"                                                       | Mike Trapp                                                   | 29 de fevereiro de 2024 | 21 de fevereiro de 2024          | 103B             | 0.08                |
| O trio se dá bem com um novo amigo chamado Massa, tanto que querem convidá-lo para o trio, mas como não pode haver quatro pessoas em um trio, todos ficam assustados pensando que um deles poderia ser substituído, então todos eles tentam consolidar seus lugares no trio. |                                                                                       |                                                              |                         |                                  |                  |                     |
| 15 | "Carro Susan / Sobrancelhas (BR) O Susana / Sobrancelhas (PT)" "The Susan / Eyebrows" | Julia PrescottAram Spencer Porter                            | 4 de março de 2024      | 23 de fevereiro de 2024          | 105              | 0.12                |
| O trio tenta entrar com seu carro, que carinhosamente chamam de Susan, em uma feira de automóveis. Mas quando veem o quão talentosos os outros carros são, tentam transformá-lo em um carro mais normal e aceitável para vencer o show. --- Pedra consegue um trabalho de modelo e fica super animado com isso, mas quando seu barbeiro acidentalmente raspa suas sobrancelhas, Papel faz para ele um conjunto de sobrancelhas animatrônicas para ajudá-lo, apenas para que as sobrancelhas consigam o trabalho em vez de Pedra. Tesoura contrata dois atores para interpretar Pedra e Papel, pois eles não podem acompanhá-lo em sua aventura na selva. |                                                                                       |                                                              |                         |                                  |                  |                     |
| 16 | "A Brisa (BR) O Vento (PT)" "The Wind"                                                | Mike Trapp                                                   | 5 de março de 2024      | 1 de março de 2024               | 110B             | 0.10                |
| O noticiário informa que haverá uma leve brisa na cidade, mas Pedra e Tesoura estão preocupados porque Papel está na rua. O vento prende Paper e ele agora precisa encontrar uma maneira de escapar com segurança, com Pedra e Tesoura tentando ajudar. |                                                                                       |                                                              |                         |                                  |                  |                     |
| 17 | "Seis Pastéis De Peru (BR)" "Six Pieces of Turkey"                                    | Julia Prescott                                               | 5 de março de 2024      | 28 de fevereiro de 2024          | 108B             | 0.10                |
| Pedra descobre que a quantidade de peru em seu jantar de micro-ondas é de apenas 4 em vez das 6 peças anunciadas na caixa, então ele faz um protesto próximo à sede da empresa que produz as refeições para que troquem para 6 peças como anunciado. |                                                                                       |                                                              |                         |                                  |                  |                     |
| 18 | ASA "The Sled Hill"                                                                   | Josh Lehrman & Kyle Stegina                                  | 6 de março de 2024      | ASA                              | 114B             | 0.08                |
| A Tesoura desce uma colina perigosa e nevada que Paper deliberadamente o avisou para não fazer, quebrando o braço no processo. Papel, que não percebe que Scissors fez exatamente o que esperava, leva-o a um parque de aventuras extremas como recompensa por resistir à sua intuição. Pedra tenta fazer com que Tesoura conte a verdade a Paper, mas Tesoura não quer que Paper se gabe de estar certo e entrar em uma produção musical completa. |                                                                                       |                                                              |                         |                                  |                  |                     |
| 19 | "Dia Nacional do Papel (BR)" "National Paper Day"                                     | Juila Prescott                                               | 13 de julho de 2024     | 25 de junho de 2024              | 118A             | 0.12                |
| Quando Papel descobre sobre o feriado de Pedra chamado Dia Nacional do Pedra, ele deseja um feriado sobre Papel. Depois de não conseguir provar que é digno de um para o Conselho de Feriados, ele vai até uma máquina que indexa todos os feriados e apaga o Dia Nacional do Bolo de Framboesa do calendário, deixando o mundo em caos. Enquanto isso, Tesoura mantém o espírito do Dia Nacional da Pedra arrastando o desfile da banda marcial para diferentes eventos que os manifestantes estão perdendo ao longo de muitos dias e semanas, chamando-o de "uma turnê de desculpas".                                                                  |                                                                                       |                                                              |                         |                                  |                  |                     |
| 20 | "Pula-Pula (BR/PT)" "Pogo Sticks"                                                     | ASA                                                          | 15 de julho de 2024     | 20 de fevereiro de 2024          | 102A             | ASD                 |
| Para se juntar à festa dos Rat Bros e ser descolado, o trio busca obter um conjunto de pula-pula. Quando tudo mais falha, eles vão e encontram Georgie, a Rainha do Não-cool, que controla todas as coisas legais para ajudar a torná-las relevantes, mas eles são rejeitados quando Georgie acaba sendo a garota que Tesoura não convidou para sua festa de aniversário. No final, Pedra percebe que a gangue não precisa seguir tendências para ser descolado, mas Papel e Tesoura fogem para encontrar a próxima coisa legal: telefones de seis pés.                                                                                                  |                                                                                       |                                                              |                         |                                  |                  |                     |
| 21 | "Lava-Rápido (BR) Lavagem De Carro (PT)" "Car Wash"                                   | Josh Lehrman & Kyle Stegina                                  | 16 de julho de 2024     | 20 de fevereiro de 2024          | 102B             | ASD                 |
| Pedra tem que encontrar um novo emprego depois que ele acidentalmente destrói um carro repetidamente no lava-jato, tentando conseguir um emprego em uma corporação de robôs malignos que planeja destruir o mundo. Papel e Tesoura tentam avisá-lo e entram no local de trabalho como falsos funcionários, mas eles se envolvem tentando superar uns aos outros como membros mais inteligentes da corporação em uma reunião de negócios. |                                                                                       |                                                              |                         |                                  |                  |                     |
| 22 | "Os Outros Pedra, Papel, Tesoura (BR)" "The Other Rock Paper Scissors"                | Aram Spencer Porter                                          | ASA                     | 29 de fevereiro de 2024          | 109A             | ASD                 |
| Quando o trio recebe uma cesta de presentes do Canadá que eles não se lembram de ter recebido, eles descobrem que pertence a outro trio também chamado Pedra, Papel e Tesoura, que são pessoas melhores do que eles em todos os sentidos. Com inveja deles, eles tentam encontrar sujeira neles para provar que não são quem dizem ser. Infelizmente, eles não conseguem, mas enquanto tentam ser mais como eles, eles se deparam com outro trio que é pior do que eles, fazendo-os se sentirem melhor. |                                                                                       |                                                              |                         |                                  |                  |                     |
| 23 | "A Grandiosa Catalina (BR)" "The Astonishing Catalina"                                | Josh Lehrman & Kyle Stegina                                  | 18 de julho de 2024     | 29 de fevereiro de 2024          | 109B             | ASD                 |
| Tesoura tem uma briga com um mágico chamado Catalina sobre um truque de mágica que ela queria fazer e ele acabou humilhando-a, então cabe a Pedra e Papel acabar com a rivalidade. |                                                                                       |                                                              |                         |                                  |                  |                     |
| 24 | "A Foto de Boas Festas (BR)" "The Holiday Picture"                                    | Josh Lehrman & Kyle Stegina                                  | 22 de julho de 2024     | 17 de junho de 2024              | 111A             | ASD                 |
| Todo ano, o trio sempre acaba tirando uma foto não tão perfeita no Natal, então, neste ano, eles querem que a foto saia certa, mas enfrentam problemas fantasmagóricos ao tirá-la. - Nota: Este episódio inclui referências à A Vida Moderna de Rocko quando Pedra usa a camisa característica de Rocko em uma foto e Carlos Alazraqui, como Tesoura, faz uma voz perfeita de Rocko. |                                                                                       |                                                              |                         |                                  |                  |                     |
| 25 | "Boliche (BR)" "Bowling"                                                              | Josh Lehrman & Kyle Stegina                                  | 23 de julho de 2024     | 18 de junho de 2024              | 112A             | ASD                 |
| Pedra desafia Tesoura para uma partida de boliche quando Scissors tem um vício nas batatas fritas encaracoladas da pista de boliche e ele ganha jogos grátis e aproveita as promoções. Enquanto isso, Paper e Pencil tentam colocar suas duas pernas juntas ao mesmo tempo em calças. |                                                                                       |                                                              |                         |                                  |                  |                     |
| 26 | "O Quiz do Personagem (BR)" "The Character Quiz"                                      | Aram Spencer Porter                                          | 24 de julho de 2024     | 18 de junho de 2024              | 112B             | ASD                 |
| Rock tenta provar a todos que ele não é quem pensa ser quando recebe o pior resultado em um teste de personagem, enquanto Papel e Tesoura estrelam o seriado: "The Gang's All Here", sobre 27 personagens que vivem sob o mesmo teto e cujo milésimo episódio vai ao ar. |                                                                                       |                                                              |                         |                                  |                  |                     |
| 27 | "Batata (BR)" "Potato"                                                                | Josh Lehrman & Kyle Stegina                                  | 25 de julho de 2024     | 19 de junho de 2024              | 113A             | ASD                 |
| Papel fica com ciúmes quando seus amigos começam a gostar de Batata, que faz todo mundo rir. Papel tenta reconquistar a atenção deles. |                                                                                       |                                                              |                         |                                  |                  |                     |
| 28 | "O Clube do Livro do Papel (BR)" "Paper's Book Club"                                  | Josh Lehrman & Kyle Stegina                                  | 11 de novembro de 2024  | 24 de junho de 2024              | 116B             | ASD                 |
| 29 | "Negócio de Família (BR)" "The Family Business"                                       | Josh Lehrman & Kyle Stegina                                  | 11 de novembro de 2024  | 26 de junho de 2024              | 117A             | ASD                 |
| O pai do Pedra lhe faz uma visita e o Pedra se junta ao negócio da família para finalmente impressionar seu pai. |                                                                                       |                                                              |                         |                                  |                  |                     |
| 30 | "A Catapulta do Tesoura (BR)" "Scissors' Catapult"                                    | Mike Trapp                                                   | 12 de novembro de 2024  | 21 de junho de 2024              | 115A             | ASD                 |
| 31 | "Lápis e Batata (BR)" "Pencil and Potato"                                             | Julia Prescott                                               | 13 de novembro de 2024  | 21 de junho de 2024              | 115B             | ASD                 |
| 32 | "Projeto (BR)" "Resolutions"                                                          | Josh Lehrman & Kyle Stegina                                  | 14 de novembro de 2024  | 24 de junho de 2024              | 116A             | ASD                 |
| 33 | "Bomba de Gilter (BR)" "Glitter Bomb"                                                 | Josh Lehrman & Kyle Stegina                                  | 18 de novembro de 2024  | 26 de junho de 2024              | 115B             | ASD                 |
| 34 | "Ajudando com as Compras (BR)" "Helping with the Groceries"                           | Josh Lehrman & Kyle Stegina                                  | 19 de novembro de 2024  | 25 de junho de 2024              | 118B             | ASD                 |
| 35 | "Fraldas (BR)" "Diapers"                                                              | Mike Trapp                                                   | 25 de novembro de 2024  | 27 de junho de 2024              | 119A             | ASD                 |
| 36 | "R.O.V.E.R. (BR)" "R.O.V.E.R."                                                        | Josh Lehrman & Kyle Stegina                                  | 26 de novembro de 2024  | 27 de junho de 2024              | 119A             | ASD                 |
| 37 | "Lixo (BR)" "Trash"                                                                   | Josh Lehrman & Kyle Stegina (Parte 1)Ron Rappaport (Parte 2) | 27 de novembro de 2024  | 28 de junho de 2024              | 120              | ASD                 |